# Brauerei Pöllinger
Vous pouvez aider à l'améliorer ou bien discuter des problèmes sur sa page de discussion.
- Il ne cite pas suffisamment ses sources. Vous pouvez indiquer les passages à sourcer avec {{référence nécessaire}} ou {{Référence souhaitée}}, et inclure les références utiles en les liant aux notes de bas de page. (Marqué depuis mai 2021)
- Il contient une ou plusieurs listes. Le texte gagnerait à être rédigé sous la forme d’un ou plusieurs paragraphes synthétiques, afin d’être plus agréable à lire. (Marqué depuis mai 2021)

- Archive Wikiwix
- Bing
- Cairn
- DuckDuckGo
- E. Universalis
- Gallica
- Google
- G. Books
- G. News
- G. Scholar
- Persée
- Qwant
- (zh) Baidu
- (ru) Yandex
- (wd) trouver des œuvres sur Wikidata

La Brauerei Pöllinger est une brasserie à Pfeffenhausen.

## Histoire
En 1474, la Tafnerhof, lieu de naissance de la brasserie Pöllinger, à Pfeffenhausen, a droit d'ouvrir une taverne et une brasserie. En 1738, la brasserie est la seule des six brasseries à être épargnée par l'incendie du marché. En 1891, la première machine à vapeur du village est mise en service.
L'eau de l'Elsbethenquelle est la base de la production de boissons.

## Production
- Helles (4,9%)
- Export (5,2%)
- Pils (4,9%)
- Weissbier Hell (Weizen) (5,5%)
- Braunbier Anno 1402, (Dunkel) (5,4%)
- Weissbier Dunkel (5,5%)
- Radler (2,6%)
- Winterliebe (5,4%)